# Léonard Jacques Stanislas Galz de Malvirade
 (juillet 2025).
Léonard Jacques Stanislas Galz de Malvirade, maréchal de camp français, commandant le département de Lot-et-Garonne, commandeur de la Légion d'honneur, chevalier de Saint-Louis, chevalier de ordre de Saint-Ferdinand d'Espagne, est né au château de Malvirade, à Fauguerolles (Lot-et-Garonne), le 7 septembre 1786.
Le baron de Malvirade était premier Page de l'Empereur à 18 ans ; après l'avoir vu couronné en France et en Italie, il le suivit au camp de Boulogne et sur tous les champs de bataille de la Grande Armée dans la campagne de 1805. À Austerlitz, l'Empereur lui donna l'épée du premier général russe qui fut pris, et le nomma lieutenant. Il gagna le grade de capitaine sur le champ de bataille d'Eckmühl, d'Essling et de Wagram.
Après avoir servi deux ans dans le 7e hussards, il fut nommé officier d'ordonnance de l'Empereur.
Ce fut pendant la campagne de Russie qu'il reçut la croix de la Légion d'Honneur et fut fait chef d'escadron. Après la campagne de Saxe il partagea le sort de la garnison de Dresde dont la capitulation fut violée par l'ennemi. Après sa captivité, il fut nommé officier de la Légion d'honneur.
Sous la Restauration, devenu lieutenant-colonel, il se distingua au combat de Calders en 1823, et fut reçu dans les grenadiers de la garde. Après 1830 il fit encore la campagne de Belgique, il commanda le 10e régiment de dragons au siège d'Anvers et il était à la tête de cette unité lorsqu'il fut nommé maréchal de camp.
Il est décédé à Agen le 2 mars 1847.

## Source
« Léonard Jacques Stanislas Galz de Malvirade », dans Charles Mullié, Biographie des célébrités militaires des armées de terre et de mer de 1789 à 1850, 1852 [détail de l’édition]
1. ↑  « https://francearchives.fr/fr/file/ad46ac22be9df6a4d1dae40326de46d8a5cbd19d/FRSHD_PUB_00000355.pdf »